# Ögonlocksmalar
Ögonlocksmalar (Opostegidae) är en familj i insektsordningen fjärilar. Larverna lever som minerare på växter.

## Kännetecken
Ögonlocksmalar är små vitglänsande fjärilar med ett vingspann på mellan 8 och 12 millimeter för de nordiska arterna. Det första antennsegmentet är kraftigt förstorat och bildar ett ögonlock som täcker ögonen i vila. Antennerna är trådformade och kortare än framvingen.

## Levnadssätt
Ögonlocksmalarnas larver lever som minerare på blad, bark eller stjälkar på växter och de förpuppar sig i marken. De vuxna fjärilarna är nattaktiva.

## Systematik
Ögonlocksmalar bildar tillsammans med dvärgmalar överfamiljen Nepticuloidea. Familjen har 90 arter fördelade på 6 släkten.

## Arter i Sverige
I Sverige finns 3 arter.
- vit ögonlocksmal (Opostega salaciella)
- fläckögonlocksmal (Pseudopostega auritella)
- vinkelögonlocksmal (Pseudopostega crepusculella)